# Phytoliriomyza floridana
Phytoliriomyza floridana este o specie de muște din genul Phytoliriomyza, familia Agromyzidae, descrisă de Spencer în anul 1973.
Este endemică în Florida. Conform Catalogue of Life specia Phytoliriomyza floridana nu are subspecii cunoscute.